# Cieszki
Cieszki è una località della Polonia, nel distretto di Żuromin del voivodato della Masovia.
Il suo territorio è ricompreso in quello del comune rurale di Lubowidz ed è situato circa 5 chilometri a sud-ovest dal capoluogo comunale.
Tra il 1975 e il 1998 appartenne, invece, al voivodato di Ciechanów.
È patria di Ludwika Szczęsna, fondatrice delle Ancelle del Sacro Cuore di Gesù, beatificata nel 2015.